# 鉄道趣味 (雑誌)
鉄道趣味（てつどうしゅみ、英語表記はTHE RAILWAY TASTE）は、1933年（昭和8年）5月から1937年（昭和12年）12月まで、鉄道趣味社から発行された鉄道趣味雑誌。
先行した『鉄道』（1929年創刊）のスタッフであった宮松金次郎（旧姓・鈴木）が武田主筆との編集方針の違いから独立したもので『鉄道』が鉄道模型と実物の鉄道の双方の内容を扱っていたのに対し、『鉄道趣味』では実物の鉄道に関する内容を中心としていた。
A4大判で、『鉄道』のB5判より大型であった。販売当時の定価は50銭で、廃刊時には定価1円。宮松金次郎が編集長を務めた。
現在の鉄道趣味雑誌とは違い、一般流通機構に乗っておらず、発行部数も多くて500部程度であり、鉄道模型店が主な販売先であった。また、月刊ということになってはいたが、実際には発行されなかった月もあり、合併号となることも多かった。表紙は同じ写真をある程度の期間継続使用し、ロゴの文字色を号によって変えていた。
戦時体制による情勢悪化、及びそれに伴う用紙統制で発行が困難となり、第5巻3号（通巻40号、1937年12月31日）をもって休刊、そのまま廃刊となった。
掲載写真の中には、戦災で原版が失われたものもある。例えば長唄三味線方の人間国宝であるとともに鉄道趣味者としても知られる杵屋栄二が撮影した写真(ガラス乾板)は、疎開荷物の中にあった1934年（昭和9年）から1938年（昭和13年）の約3000枚は無事だったが、それ以外の時期のものは戦災で焼失した。